# Allen die vallen
Allen die vallen is een hoorspel van Samuel Beckett. All That Fall. A Play for Radio werd op 13 januari 1957 uitgezonden door de BBC, die de schrijver verzocht had een radiodrama te schrijven. Jacoba van Velde vertaalde het en de VPRO zond het uit op vrijdag 19 juni 1959, van 19.45 tot 20.55 uur. De regisseur was Coos Mulder.

## Rolbezetting
- Philippe la Chapelle
- Richard Flink
- Mien van Kerckhoven-Kling (Mrs. Rooney)
- Jan Apon
- Pierre Myin
- Sacco van der Made
- Jan Wegter
- Anny de Lange
- Godert van Colmjon
- Tine de Vries

## Inhoud
Maddy Rooney, zeventig jaar oud, "tweehonderd pond ongezond vet", is moeizaam op weg naar het station van Boghill om daar om 12:30 uur haar blinde echtgenoot Dan af te halen, als verrassing voor zijn verjaardag. Onderweg ontmoet ze een paar dorpsgenoten: een voerman, een fietser, een oude aanbidder in een auto, die haar naar het station brengt, en een zeer gelovige juffrouw die haar de trap naar het station op helpt. Om een of andere reden heeft de trein vertraging, maar eindelijk komt haar man Dan aan, begeleid door Jerry. Op de terugweg praten ze over zijn besluit om niet meer naar het kantoor te gaan werken. Plots worden ze uitgejouwd door een tweeling uit de buurt, wat Dan de vraag ontlokt: “Heb jij wel ‘ns een kind willen vermoorden?” Maddy wil weten waarom de trein vertraging had en Dan probeert het haar te vertellen, maar uiteindelijk verneemt ze het van Jerry, die aan Dan een bal komt brengen die hij blijkbaar verloren heeft. De jongen weet te vertellen dat er een kind uit de trein is gevallen en onder de wielen terecht is gekomen…